# 艾尼瓦尔·依明
艾尼瓦尔·依明（1955年6月—）维吾尔族，新疆乌鲁木齐人，中华人民共和国官员。

## 生平
艾尼瓦尔·依明曾任新疆维吾尔自治区劳动和社会保障厅副厅长。2013年3月30日，新疆维吾尔自治区第十二届人民代表大会常务委员会第一次会议决定任命艾尼瓦尔·伊明为新疆维吾尔自治区人力资源和社会保障厅厅长。
艾尼瓦尔·依明是第十届、第十一届全国人民代表大会代表，第十二届全国政协委员。
艾尼瓦尔·依明长期关心新疆维吾尔自治区的高等院校少数民族毕业生就业问题。2014年3月4日，中共中央总书记习近平参加了第十二届全国政协第一次会议少数民族界委员联组会，计明南加、艾尼瓦尔·依明、乌恩、阿什老轨、权贞子、马虎成等委员先后发言。艾尼瓦尔·依明建议国家创造条件鼓励并引导新疆籍的少数民族学生在毕业后留在对口援疆的省市就业。习近平听后连问4个问题：“毕业生大部分回新疆了？”“多大比例？”“每年毕业生多少？”“大部分回去了？”